# Tatsuya Anzai
Tatsuya Anzai (安在 達弥 Anzai Tatsuya?), född 9 maj 1996 i Tokyo prefektur, är en japansk fotbollsspelare.
Anzai började sin karriär 2019 i Tokyo Verdy. 2020 flyttade han till Azul Claro Numazu.